# Sphinx sequoiae
Sphinx sequoiae is een vlinder uit de familie van de pijlstaarten (Sphingidae). De wetenschappelijke naam van de soort werd in 1868 gepubliceerd door Jean Baptiste Boisduval.